# J. Edgar Hoover
John Edgar Hoover, känd som J. Edgar Hoover, född 1 januari 1895 i Washington, D.C., död 2 maj 1972 i Washington D.C, var en amerikansk ämbetsman och den förste chefen (Director) för FBI.

## Biografi
Hoover utbildade sig till jurist vid George Washington University och anställdes 1919 vid The Bureau of Investigation, som 1935 bytte namn till Federal Bureau of Investigation, FBI. Hoover avancerade till biträdande direktör 1921 och slutligen till direktör 1924.
J. Edgar Hoover var chef för FBI i 48 år, från 10 maj 1924 fram till sin död 1972, längre än vad någon annan person någonsin varit chef i den amerikanska förvaltningen. Under sin tid som FBI-chef arbetade han under åtta olika presidenter. Ingen vågade någonsin utmana Hoover, då han med all säkerhet hade synnerligen komprometterande material om varje enskild amerikansk politiker. Det påstås att Hoover hade hemliga personakter för alla kända amerikanska politiker. Enligt policy var pensionsåldern för tjänstemän inom amerikanska staten 70 år men president Lyndon Johnson kringgick den policyn när Hoover fyllde 70 och lät honom fortsätta som FBI-chef.
Hoover överskred ofta sina befogenheter, han beskylls för att ha använt utpressning mot kända personer inom politik, förvaltning, armén och storföretag, samt sysslat med olovlig politisk förföljelse. Hoovers COINTELPRO-program arbetade med ett flertal maffialiknande metoder för att splittra grupper som Socialist Workers Party, Ku Klux Klan, Black Panthers Party, Nation of Islam och Southern Christian Leadership Conference. 
Det har spekulerats om att Hoover ska ha varit homosexuell och att maffian i USA hade pornografiska fotografier på Hoover och hans närmaste man, Clyde Tolson, i en homosexuell akt. Detta skulle ha orsakat Hoovers motvillighet till att låta FBI bekämpa den organiserade brottsligheten. Misstankarna om Hoovers sexuella läggning och förhållandet med Tolson hade sin huvudsakliga grund i det faktum att båda var ungkarlar, och att Hoover bodde hemma hos sin mor tills hon avled, när Hoover var 43 år. Det ryktades även att Hoover var transvestit. Dessa spekulationer har dock aldrig bevisats.
Hoover avled den 2 maj 1972 i sitt hem av en hjärtinfarkt, han efterträddes som FBI-chef av L. Patrick Gray. Hoover testamenterade merparten av sina tillgångar till Clyde Tolson. Hoover är begraven tillsammans med sina föräldrar och syster på Congressional Cemetery i Washington.
J. Edgar Hoover Building är namngiven efter honom.

## Galleri

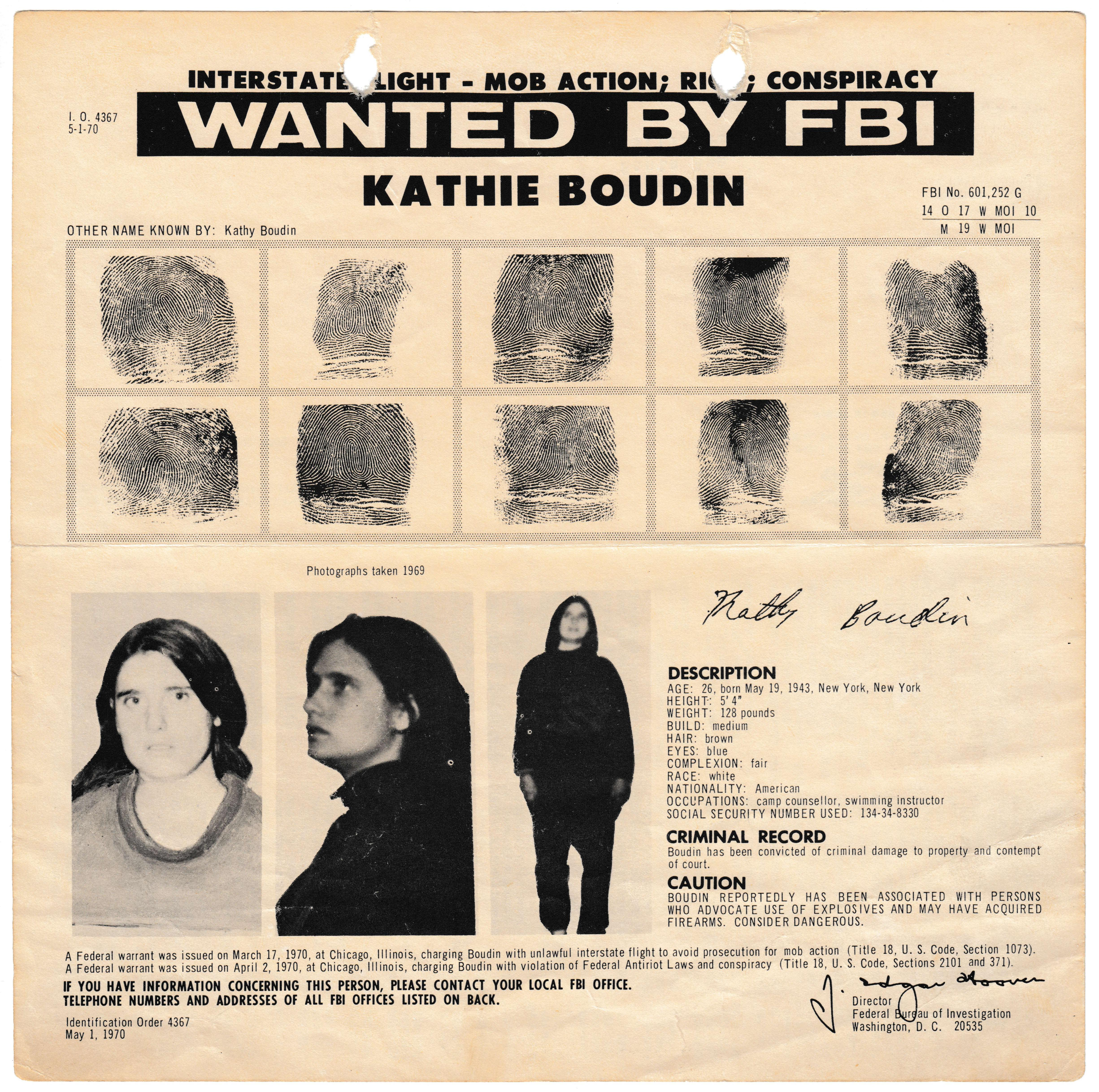
Efterlysning från FBI av vänsteraktivisten Kathy Boudin, undertecknad av J. Edgar Hoover 1 maj 1970.
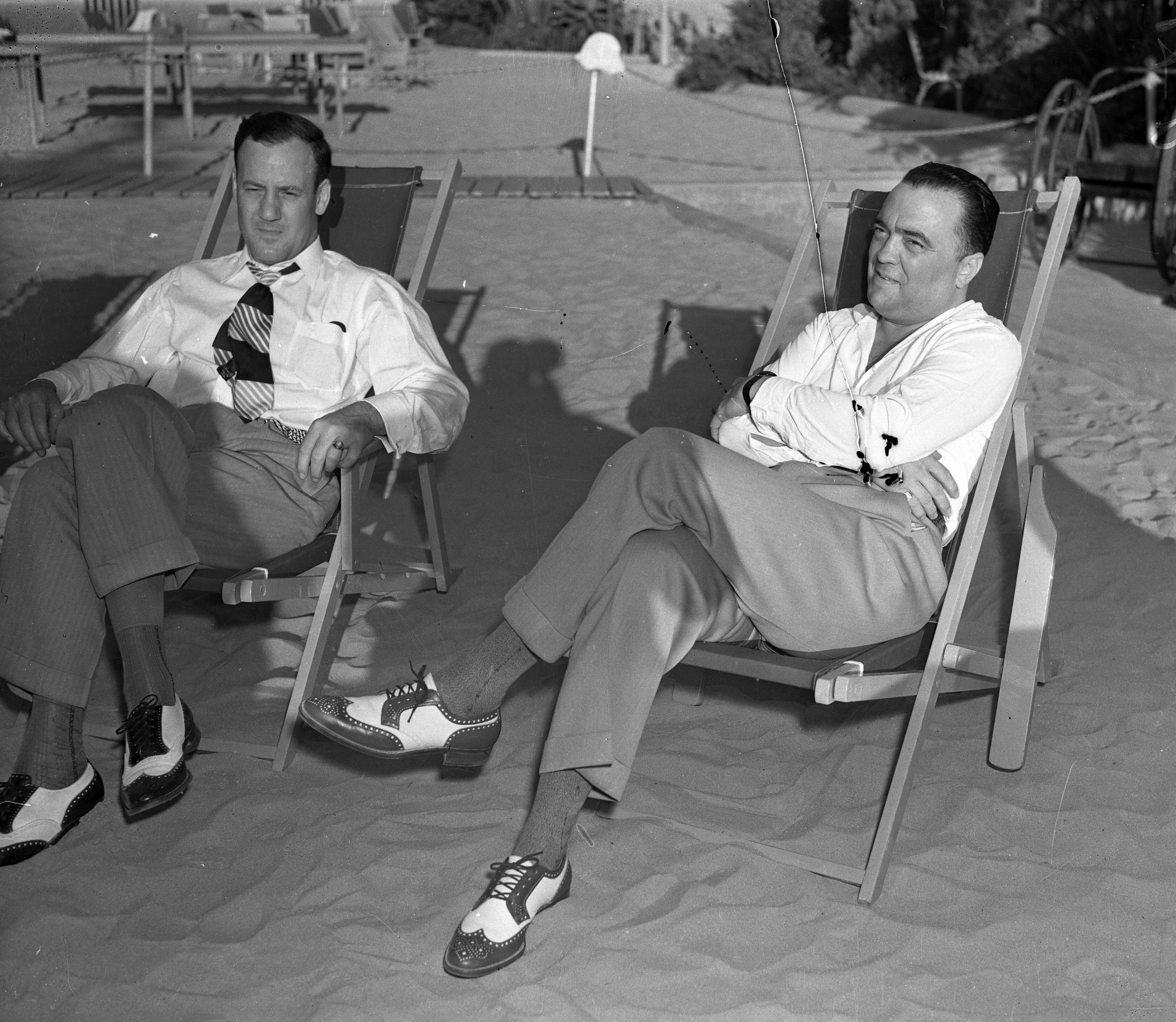
Clyde Tolson och Hoover ca 1939.